# ISS-Expedition 43
ISS-Expedition 43 ist die Missionsbezeichnung für die 43. Langzeitbesatzung der Internationalen Raumstation (ISS). Die Mission begann mit dem Abkoppeln des Raumschiffs Sojus TMA-14M von der ISS am 11. März 2015. Das Ende wurde durch das Abkoppeln von Sojus TMA-15M am 11. Juni 2015 markiert.

## Mannschaft
- Terry Wayne Virts (2. Raumflug), Kommandant (USA/NASA) (Sojus TMA-15M)
- Anton Nikolajewitsch Schkaplerow (2. Raumflug), Bordingenieur (Russland/Roskosmos) (Sojus TMA-15M)
- Samantha Cristoforetti (1. Raumflug), Bordingenieurin (Italien/ESA) (Sojus TMA-15M)

Zusätzlich seit 28. März 2015:
- Gennadi Iwanowitsch Padalka (5. Raumflug), Bordingenieur (Russland/Roskosmos) (Sojus TMA-16M)[2]
- Michail Borissowitsch Kornijenko (2. Raumflug), Bordingenieur (Russland/Roskosmos) (Sojus TMA-16M)
- Scott Kelly (4. Raumflug), Bordingenieur (USA/NASA) (Sojus TMA-16M)

Im September 2013 wurde bekannt, dass der ursprünglich nominierte Bordingenieur Juri Lontschakow das Kosmonautenkorps aus finanziellen Gründen verlassen hat, später setzte der damalige Direktor von Roskosmos, Oleg Ostapenko, ihn als Leiter des Juri-Gagarin-Kosmonautentrainingszentrums ein. Mit Gennadi Padalka wurde einer der erfahrensten Kosmonauten Roskosmos’ als Ersatz berufen.

### Ersatzmannschaft
Seit Expedition 20 wird wegen des permanenten Trainings für die Besatzungen keine offizielle Ersatzmannschaft mehr bekanntgegeben. Inoffiziell gelten die Backup-Crews der beiden Sojus-Zubringerraumschiffe TMA-15M und TMA-16M (siehe dort) als Ersatzmannschaft der Expedition 43. In der Regel kommen diese Crews dann jeweils zwei Missionen später selbst zum Einsatz. Bei der Ersatzmannschaft von Sojus TMA-16M kam es jedoch auf Grund der ISS-Einjahresmission zu Verschiebungen.

## Missionsbeschreibung

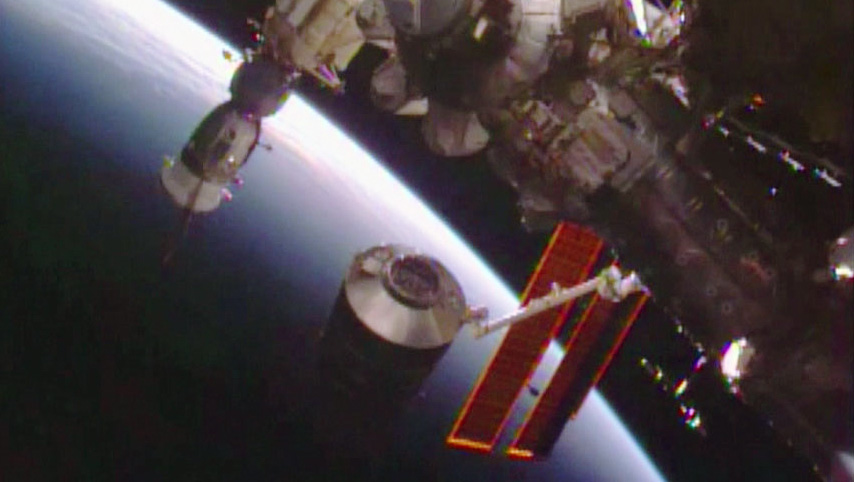
Das PMM bei der Verlegung

Erstmals wurde auf der ISS die Einsatzzeit von Besatzungsmitgliedern mit Michail Kornijenko und Scott Kelly auf ein Jahr verlängert, um die Effekte lang andauernder Schwerelosigkeit in Hinblick eines bemannten Marsfluges besser studieren zu können. Medizinisch-biologische Untersuchungen füllten deshalb auch einen großen Teil der Forschungsaktivitäten an Bord der Raumstation. Weiterhin wurden Experimente zu den Gebieten Astronomie, Atmosphärenforschung, Erderkundung, Physik und Technik durchgeführt.
Im Rahmen des Experiments Fluid Shifts wurden Auswirkungen der Verschiebung von Körperflüssigkeiten innerhalb und außerhalb der Blutgefäße in den oberen Teil, speziell den Kopf durch die fehlende Gravitation untersucht. Sie bewirkt u. a. eine Verformung des Augapfels durch einen höheren Innendruck. Eine weitere Langzeituntersuchung namens BioChem Profile erfasste Veränderungen in der menschlichen Biochemie im Verlaufe eines Aufenthaltes in der Schwerelosigkeit, um medizinische Risiken in Zukunft besser abschätzen zu können. Mittels Kamera und Spektrometer wurden die Spuren, die Meteoroiden beim Eintritt in die Erdatmosphäre hinterlassen, erfasst. Daraus lässt sich die Zusammensetzung der eintretenden Partikel ableiten (Experiment Meteor). Eine weitere Studie beschäftigte sich mit synthetischen Muskeln, die aus Polymeren hergestellt werden und ein ähnliches Verhalten wie natürliche Muskeln zeigen. Sie könnten in Zukunft bei Robotern im All und auf der Erde zum Einsatz kommen.
Nach dem Fehlstart des Raumtransporters Progress M-27M wurde das Ende der Expedition 43 vom 16. Mai auf den 11. Juni 2015 verschoben, um möglichst lange auf der ISS mit sechs Raumfahrern forschen zu können. Durch die ungeplante Verlängerung auf 199 Tage wurde die ESA-Astronautin Samantha Cristoforetti neue Rekordhalterin für den ununterbrochenen Aufenthalt von Frauen im Orbit. Die bisherige Bestmarke hatte die US-Astronautin Sunita Williams 2006/2007 aufgestellt.
In Vorbereitung auf die Installation der neuen International Docking Adapter (IDA) wurde am 27. Mai 2015 mit Hilfe des Canadarms2 das Permanent Multipurpose Module (PMM) von seinem alten Platz am Unity-Modul Nadir zu seinem neuen Standort am Tranquility-Modul vorwärts verlegt.

## Frachterverkehr
Der Start des siebenten Dragon-Frachters SpaceX CRS-6 fand am 14. April statt und wurde am 17. April mittels des Stationsmanipulators an Harmony Nadir angelegt. Ablegen und Wasserung erfolgten am 21. Mai. Progress M-25M, das bereits Ende Oktober 2014 gestartet war, verblieb bis zum 25. April 2015 an der Station, Progress M-26M bis Mitte August. Das nächste geplante Progress-Raumschiff M-27M erreichte Ende April die ISS nicht.

## Bahnmanöver
Bahnkorrekturen mit den Triebwerken des angekoppelten Raumschiffs Progress M-26M fanden am 19. März, 2. April, 23. April, 6. Mai, 18. Mai, 28. Mai und am 8. Juni statt. Am 19. März wurde die Geschwindigkeit der Station um 0,58 m/s erhöht und die mittlere Bahnhöhe um etwa 1 km, am 2. April um etwa 700 Meter. Am 23. April wich man einem Bruchstück des Satelliten Meteor 2 aus. Am 6. Mai liefen die Triebwerke 693 Sekunden und sorgten für eine Bahnanhebung um 2,3 km. Eine für den 16. Mai geplante Bahnkorrektur konnte wegen eines Fehlers nicht durchgeführt werden und wurde zwei Tage später mit 4 Steuertriebwerken erfolgreich nachgeholt. Die Antriebsphase am 18. Mai dauerte daher 1922 Sekunden und steigerte die Bahnhöhe um 2,8 km. Am 8. Juni erfolgte die Korrektur (322 Sekunden, 0,3 m/s), um einem Teil Weltraumschrott auszuweichen.

## Sicht auf die Erde

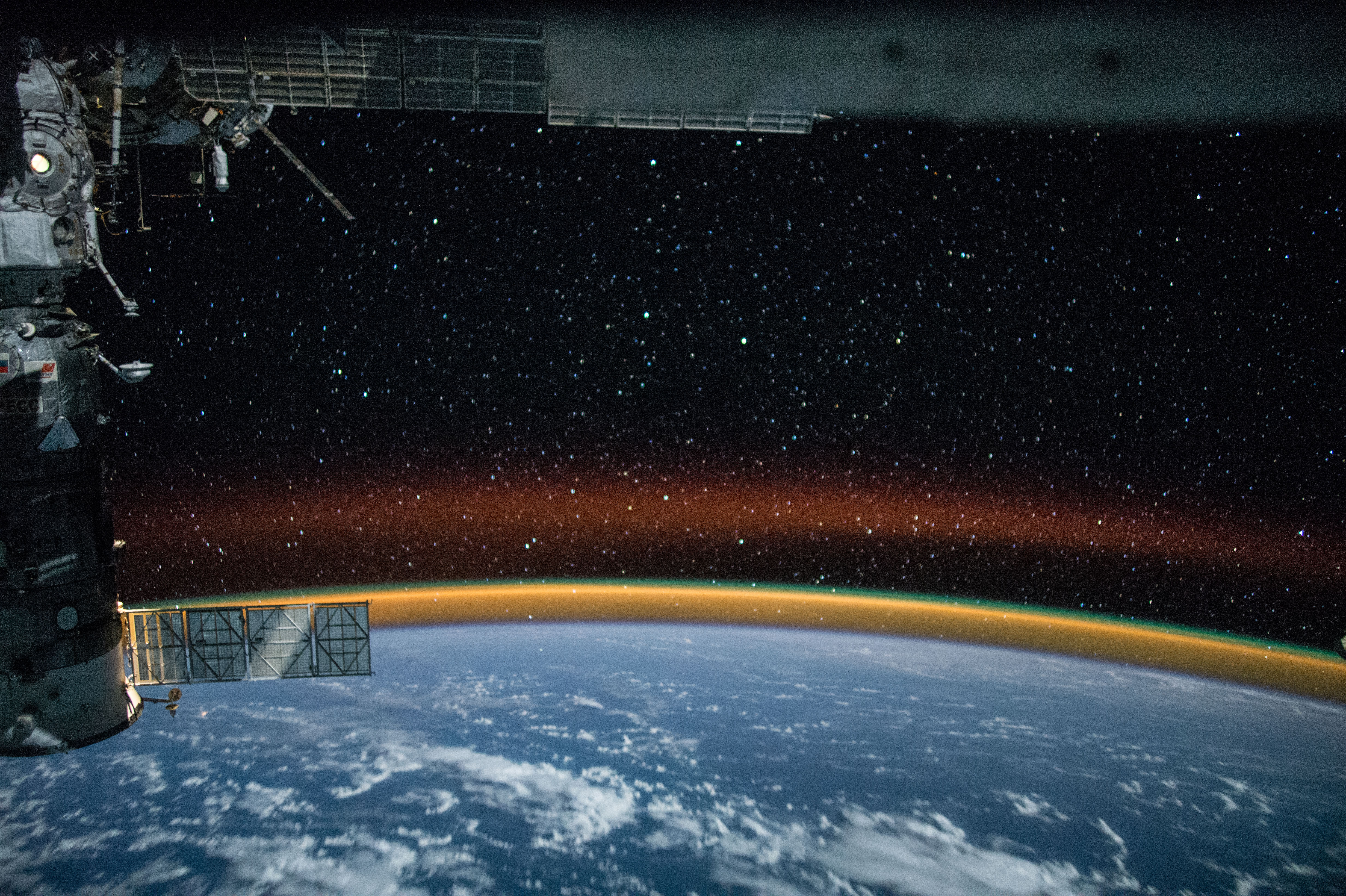
Sicht auf die Erde, während ISS-Expedition 43 fotografiert